# آئراریوم

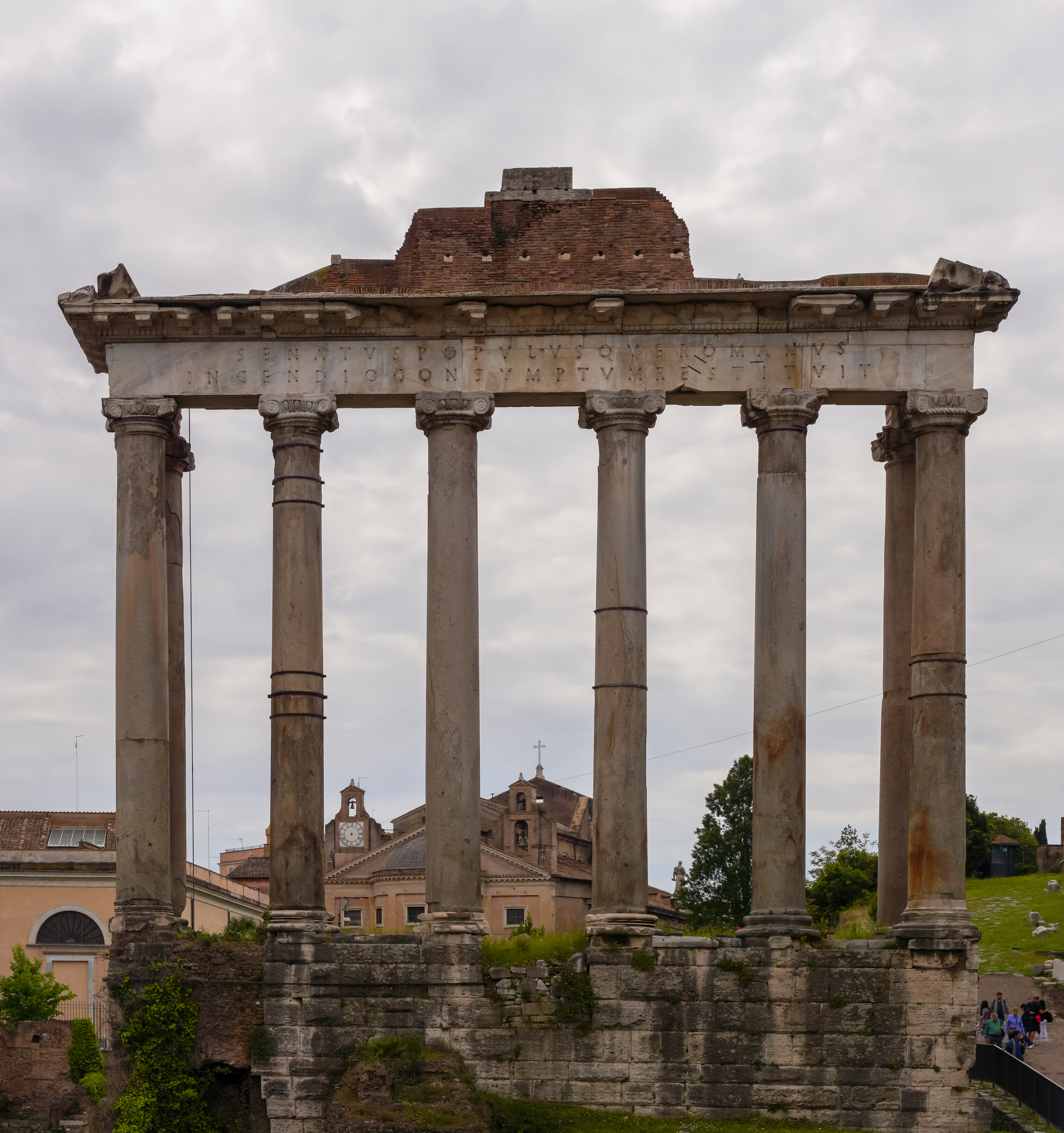
معبد ساتورن، واقع در فروم رم، جایگاه خزانهٔ دولتی یا آئراریوم نیز بود.

آئراریوم (به لاتین: Aerarium) نامی بود که در روم باستان به خزانه‌داری و مالیه اطلاق می‌شد.

## ریشه‌شناسی
کلمهٔ aerarium مشتق‌از aes (به‌معنای «پول») و پسوند arium- (به‌معنای «مکانِ») است.

## تاریخچه
نخستین اشاره به نظام خزانه‌داری روم باستان را تیتوس لیویوس در کتابش از پیدایش روم کرده‌است که می‌گویدسرویوس تولیوس (ششمین پادشاه روم از ۵۷۸ تا ۵۳۴ ق. م) چنین مقرر داشت که برای خرید اسب جهت ۱۸ کِنتوریای سواره‌نظام مقدار ۱۰ هزار آس (سکهٔ مسی رایج روم) برای هر کنتوریا کنار بگذارند و بیوگانی به نگهداری اسبان گماشته شوند که هر یک باید سالانه ۲ هزار آس بپردازد.

## خزانه‌داری خَلق روم
آئراریومِ اصلی را خزانه‌داری خَلق روم (لاتین: Aerarium Populi Romani) یا خزانه‌داری ساتورن (Aerarium Saturni) می‌نامیدند که در پایین معبد ساتورن، واقع در پای تپه کاپیتول و غرب فروم رم، جای داشت. گفتنی است که، برطبق اساطیر رومی، در عصر طلایی یونان ساتورن حاکم بود و شهرت این ایزد به ثروتش بود و، برای همین، معبدش میزبان خزانه‌داری روم شد. دولت روم در این ساختمان، افزون‌بر اموال بیت‌المال، اسناد و مدارک مالی و غیرمالی ــ از جمله قوانین رومی و فرامین سنا ــ را نیز ذخیره و نگهداری می‌کرد. قوانین تا وقتی که درین ساختمان ثبت نمی‌شدند جنبهٔ حقوقی و قانونی به‌خود نمی‌گرفتند. این ساختمان نمادهای آکوئیلا، نشان لژیون‌های رومی، را بر خود داشت. در دوران جمهوری روم، کلانترهایی به‌نام کوایستور بر این ساختمان نظارت داشتند اما کنترلش با سنا بود.
چنان‌که رفت، اسناد و مدارک، مُهرهای دولتی و ترازوهای رسمی برای توزین فلزات نیز در همین ساختمان نگهداری می‌شدند اما بعدها اسناد را به ساختمان دیگری در همسایگی غربی آئراریوم به‌نام تابولاریوم منتقل کردند.